# Верано (Болцано)
Верано (итал. Verano 
  ) је насеље у Италији у округу Болцано, региону Трентино-Јужни Тирол.
Према процени из 2011. у насељу је живело 880 становника. Насеље се налази на надморској висини од 1202 м.

## Становништво
| 1931. | 1936. | 1951. | 1961. | 1971. | 1981. | 1991. | 2001. | 2011. |
| ----- | ----- | ----- | ----- | ----- | ----- | ----- | ----- | ----- |
| 544   | 618   | 637   | 617   | 640   | 694   | 795   | 880   | 929   |